# Цмин Палласа
Бессмертник Палласа (лат. Helichrysum pallasii) — многолетнее травянистое растение, вид рода Бессмертник (Helichrysum) семейства Астровые (Asteraceae).

## Распространение и экология
Ареал вида охватывает Закавказье и Иран.
Произрастает в альпийском поясе, на скалах и каменистых осыпях.

## Ботаническое описание
Низкое, стелющееся, серо-свинцово опушенное растение, образующее более-менее густую дернину или подушку. Корень толстый, в поперечнике до 15 мм, деревянистый, многоглавый. Цветоносные стебли более-менее многочисленные, травянистые, прямостоящие или приподнимающиеся, высотой 5—12 см.
Листья бесплодных побегов линейно- или узколопатчатые, оттянутые в длинный черешок. Листья цветоносных стеблей линейно-ланцетовидные, на верхушке приострённые.
Цветки в числе 100—110 или, чаще, 50—60 собраны в почти шаровидные, одиночные, крупные (диаметром 10—12 мм) корзинки, расположенные на верхушках побегов или же в более мелкие корзинки, диаметром около 7 мм, полушаровидные или колокольчатые, сидящие на недлинных цветоносах, компактно собранные по 3—5 (редко их до 7—8). Листочки обёртки в числе 75, чаще 40—60, расположенные в 5—6 рядов, жёлтые или оранжевые, нередко блестящие, слегка продольно складчатые, почти всегда по краям чуть зазубренные, самые наружные заостренно-эллиптические, в 2—8 раз короче более внутренних ланцетовидных, широколопатчатых и линейно-лопатчатых.

## Таксономия
Вид Бессмертник Палласа входит в род Бессмертник (Helichrysum) трибы Gnaphalieae подсемейства Астровые (Asteroideae) семейства Астровые (Asteraceae) порядка Астроцветные (Asterales).
|  |                                      |  |                                                              |                                                              |                    |  | ещё 12 семейств (согласно Системе APG III) | ещё 12 семейств (согласно Системе APG III)    |                                               |  |  |  | ещё 20 триб (согласно Системе APG III)         | ещё 20 триб (согласно Системе APG III)         |  |  |  |  | ещё от 500 до 600 видов | ещё от 500 до 600 видов |
|  |                                      |  |                                                              |                                                              |                    |  | ещё 12 семейств (согласно Системе APG III) | ещё 12 семейств (согласно Системе APG III)    |                                               |  |  |  | ещё 20 триб (согласно Системе APG III)         | ещё 20 триб (согласно Системе APG III)         |  |  |  |  | ещё от 500 до 600 видов | ещё от 500 до 600 видов |
|  |                                      |  |                                                              | порядок Астроцветные                                         |                    |  |                                            |                                               | подсемейство Астровые                         |  |  |  |                                                | род Бессмертник                                |  |  |  |  |                         |                         |
|  |                                      |  |                                                              | порядок Астроцветные                                         |                    |  |                                            |                                               | подсемейство Астровые                         |  |  |  |                                                | род Бессмертник                                |  |  |  |  |                         |                         |
|  | отдел Цветковые, или Покрытосеменные |  |                                                              |                                                              | семейство Астровые |  |                                            |                                               | триба Gnaphalieae                             |  |  |  | вид Бессмертник Палласа                        |                                                |  |  |  |  |                         |                         |
|  | отдел Цветковые, или Покрытосеменные |  |                                                              |                                                              |                    |  |                                            |                                               |                                               |  |  |  |                                                |                                                |  |  |  |  |                         |                         |
|  |                                      |  | ещё 44 порядка цветковых растений (согласно Системе APG III) | ещё 44 порядка цветковых растений (согласно Системе APG III) |                    |  |                                            | ещё 11 подсемейств (согласно Системе APG III) | ещё 11 подсемейств (согласно Системе APG III) |  |  |  | ещё более 130 родов (согласно Системе APG III) | ещё более 130 родов (согласно Системе APG III) |  |  |  |  |                         |                         |
|  |                                      |  |                                                              | ещё 44 порядка цветковых растений (согласно Системе APG III) |                    |  |                                            |                                               | ещё 11 подсемейств (согласно Системе APG III) |  |  |  |                                                | ещё более 130 родов (согласно Системе APG III) |  |  |  |  |                         |                         |